# Werneria preussi
Werneria preussi és una espècie d'amfibi que viu al Camerun i Togo.
Està amenaçada d'extinció per la pèrdua del seu hàbitat natural.